# Sruby
Sruby (německy Srub) jsou obec v okrese Ústí nad Orlicí v Pardubickém kraji. Nachází se asi 5,5 kilometru severně od Vysokého Mýta a tři kilometry západně od Chocně. Žije zde 588 obyvatel.

## Historie
První písemná zmínka o vesnici pochází z roku 1226.
Samotné Sruby jsou typickou ulicovou vsí s kolmo vedenými plužinami. Zástavba pochází z druhé poloviny 19. století a ze století dvacátého.

## Obyvatelstvo
| Rok            | 1869 | 1880 | 1890 | 1900 | 1910 | 1921 | 1930 | 1950 | 1961 | 1970 | 1980 | 1991 | 2001 | 2011 | 2021 |
| -------------- | ---- | ---- | ---- | ---- | ---- | ---- | ---- | ---- | ---- | ---- | ---- | ---- | ---- | ---- | ---- |
| Počet obyvatel | 595  | 597  | 615  | 555  | 621  | 642  | 733  | 557  | 599  | 530  | 575  | 559  | 534  | 554  | 566  |
| Počet domů     | 98   | 107  | 106  | 106  | 107  | 110  | 120  | 137  | 142  | 138  | 138  | 159  | 166  | 172  | 189  |

## Obecní správa
Obec se skládá ze dvou místních částí, samotných Srubů a asi 1,5 kilometru západně ležící Hluboké.

### Obecní symboly
Znak a vlajka byly obci uděleny rozhodnutím předsedkyně Poslanecké sněmovny Parlamentu České republiky dne 13. října 2023.

## Pamětihodnosti

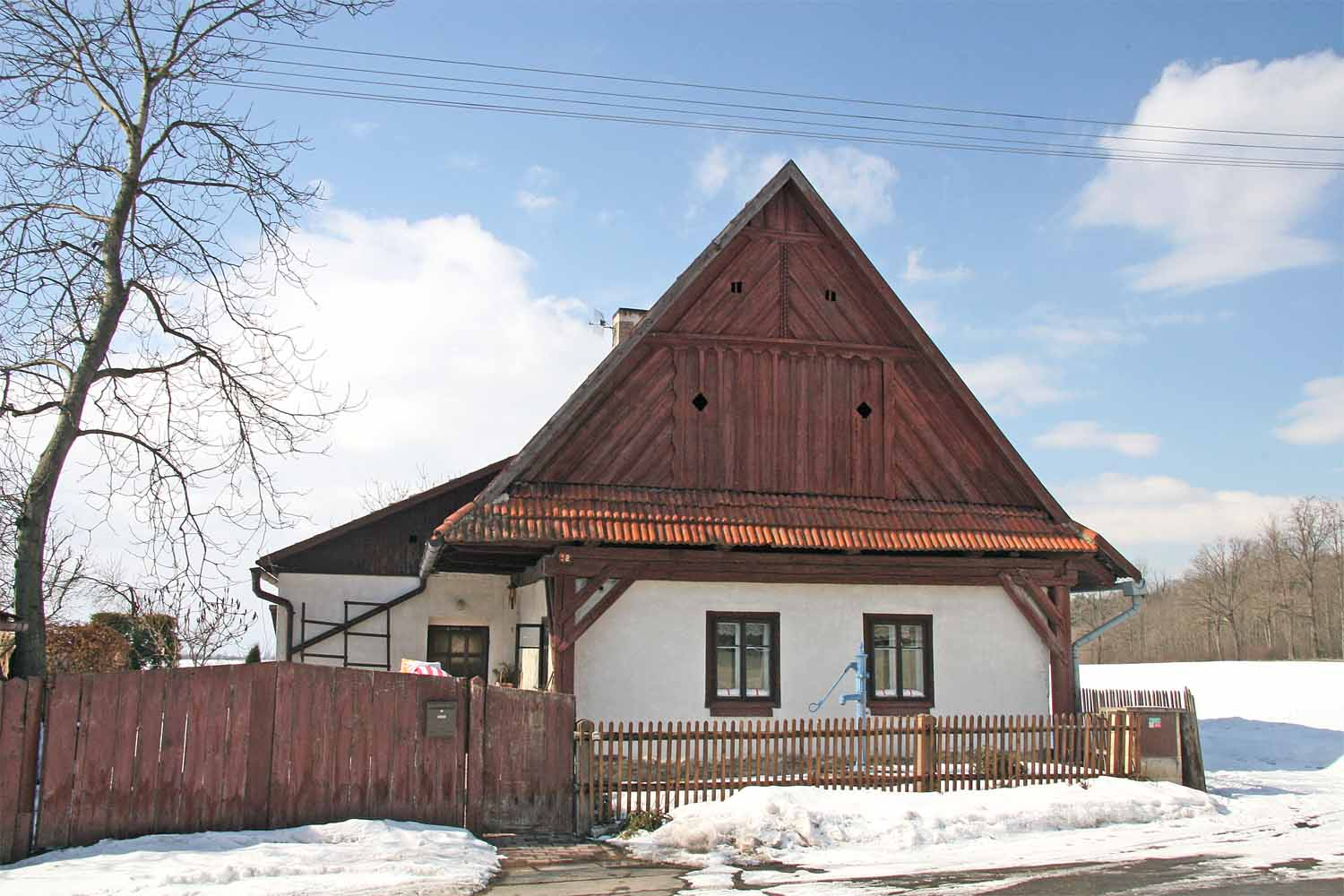
Památkově chráněná chalupa s bohatou lomenicí

- Novorománský kostel Nanebevstoupení Páně obklopený hřbitovem
- Nedaleko kostela se nachází památkově chráněná lidová chalupa s bohatou lomenicí.